# Dendrolobium dispermum
Dendrolobium dispermum là một loài thực vật có hoa trong họ Đậu. Loài này được (Hayata) Schindl. miêu tả khoa học đầu tiên.